# زمین‌لرزه ۱۹۰۷ گینگ‌استون
زمین‌لرزه گینگ‌استون  در تاریخ ۱۴ ژانویه ۱۹۰۷ میلادی، برابر با ‎۲۳ دی ۱۲۸۵، ساعت ۲۱:۳۶:۰۰ به زمان یوتی‌سی در جامائیکا ، منطقه گینگ‌استون رخ داد. بزرگی آن ۶٫۵ در مقیاس ریشتر اعلام شده‌است. زمین‌لرزه به وقت محلی در روز دوشنبه، ساعت ۱۶ روی داده و منطقه زمانی آن یوتی‌سی -۵ بوده‌است .
سازمان زمین‌شناسی آمریکا نیز جای این زمین‌لرزه را در مختصات ۱۸°۱۲′شمالی ۷۶°۴۲′غربی / ۱۸٫۲°شمالی ۷۶٫۷°غربی و بزرگی آنرا برابر با ۶٫۵ در مقیاس ریشتر اعلام کرده‌است.
سونامی نیز در این زلزله گزارش شده‌است.